# Мугло
Мугло́ (рос. Мугло) — присілок у складі Селтинського району Удмуртії, Росія.

## Населення
Населення — 57 осіб (2010; 94 в 2002).
Національний склад станом на 2002 рік:
- удмурти — 98 %

## Урбаноніми[3]
- вулиці — Джерельна, Муглинська